# Mun Čun
Mun Čun (korejsky 문준, anglický přepis: Mun Jun; * 14. července 1982 Čchunčchon) je jihokorejský rychlobruslař.
V roce 1999 startoval na Asijských zimních hrách, o rok později se poprvé představil na juniorském světovém šampionátu. Z MSJ 2001 si přivezl stříbrnou medaili z víceboje, roku 2002 vyhrál s jihokorejským týmem na mistrovství stíhací závod družstev. V roce 2001 se poprvé představil ve Světovém poháru. Zúčastnil se také Zimních olympijský her 2002 (1500 m – 33. místo). Roku 2003 debutoval na seniorském Mistrovství světa na jednotlivých tratích, následující rok na sprinterském světovém šampionátu. Jeho nejlepším výsledkem na ZOH 2006 bylo 16. místo v závodě na 1500 m, kromě toho skončil na 24. příčce na distanci 1000 m. Největších úspěchů dosáhl v následujících sezónách, kdy se na světových šampionátech několikrát umístil těsně pod stupni vítězů a v roce 2008 vybojoval na Mistrovství světa ve sprintu bronzovou medaili. Na zimní olympiádě 2010 skončil ve svých startech na konci druhé desítky (500 m – 19. místo, 1000 m – 18. místo). Od roku 2011 se účastní pouze zkušebních závodů a soutěží v Jižní Koreji.